# Majhara Pipar Ehatmali
Majhara Pipar Ehatmali – miasto w północnych Indiach w stanie Uttar Pradesh, na Nizinie Hindustańskiej.
Populacja miasta w 2001 roku wynosiła 16 808 mieszkańców.